# Ashley (Dakota du Nord)
Pour les articles homonymes, voir Ashley.
La ville d’Ashley est le siège du comté de McIntosh, dans l’État du Dakota du Nord, aux États-Unis. Sa population, qui s’élevait à 749 habitants lors du recensement de 2010, est estimée à 661 habitants en 2019.

## Histoire
Ashley a été établie en 1888 quand le Minneapolis, St. Paul and Sault Ste. Marie Railroad a atteint la région. La ville a été nommée en hommage à Ashley E. Morrow, qui travaillait aux chemins de fer.
Ashley dispose d’un bureau de poste depuis 1888.

## Démographie
| Groupe            | Ashley | Dakota du Nord | États-Unis |
| ----------------- | ------ | -------------- | ---------- |
| Blancs            | 97,3   | 90,0           | 72,4       |
| Métis             | 1,7    | 1,8            | 2,9        |
| Asiatiques        | 0,7    | 1,0            | 4,8        |
| Amérindiens       | 0,1    | 5,4            | 0,9        |
| Afro-Américains   | 0,1    | 1,2            | 12,6       |
| Autres            | 0      | 0,5            | 6,2        |
| Total             | 100    | 100            | 100        |
|                   |        |                |            |
| Latino-Américains | 0,4    | 2,0            | 16,7       |

Selon l’American Community Survey, pour la période 2011-2015, 76,74 % de la population âgée de plus de 5 ans déclare parler l’anglais à la maison, 19,65 % déclare parler l’allemand, 0,94 % une langue siouane et 2,67 % une autre langue.
| 1910 | 1920  | 1930  | 1940  | 1950  | 1960  |
| ---- | ----- | ----- | ----- | ----- | ----- |
| 682  | 1 009 | 1 033 | 1 345 | 1 423 | 1 419 |

| 1970  | 1980  | 1990  | 2000 | 2010 | - |
| ----- | ----- | ----- | ---- | ---- | - |
| 1 236 | 1 192 | 1 052 | 882  | 749  | - |

## Transports
Ashley possède un aéroport (Ashley Municipal Airport, code AITA : ASY).

## Climat
Selon la classification de Köppen, Ashley a un climat continental humide, abrégé Dfb.

## Galerie photographique

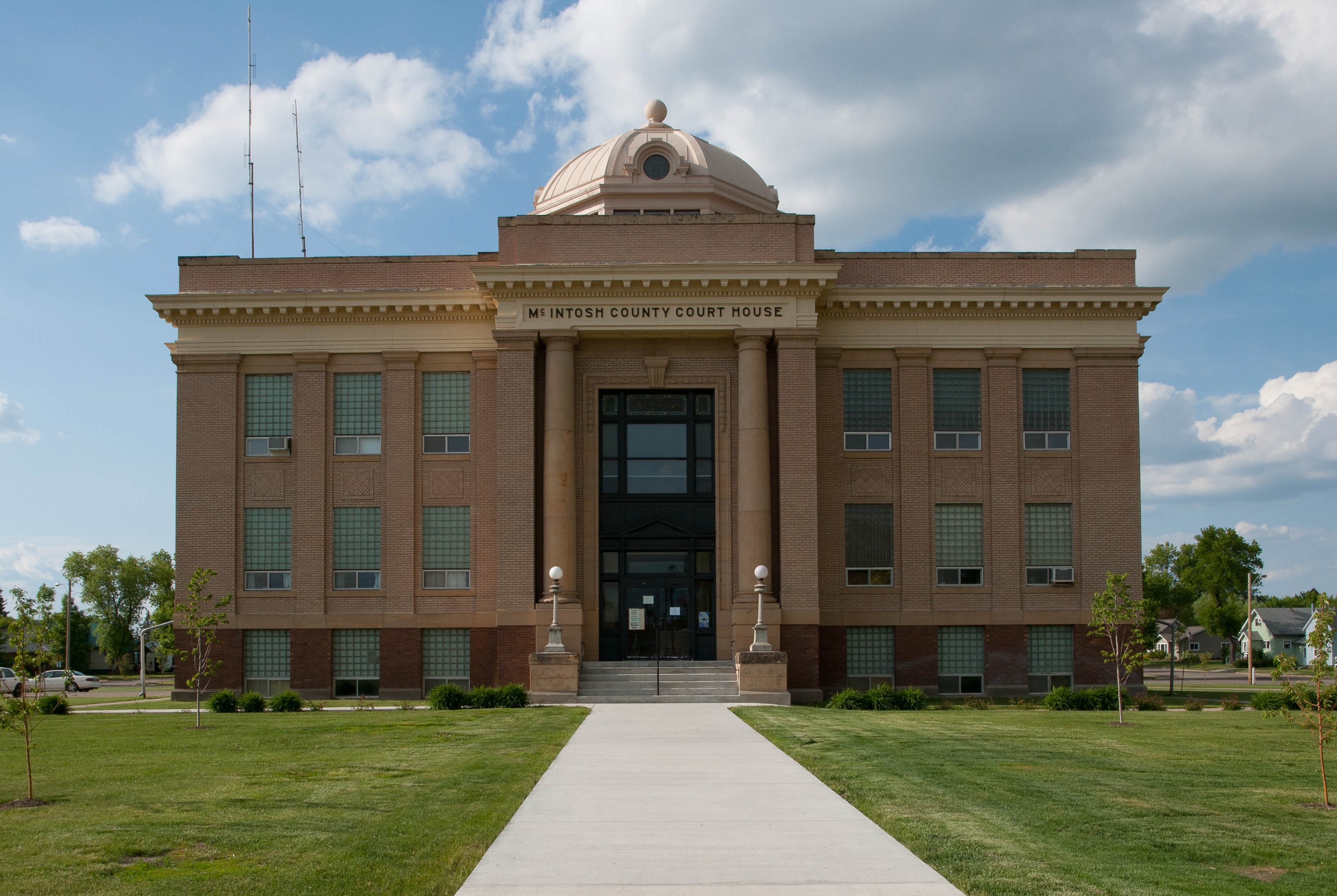
La cour de justice du comté
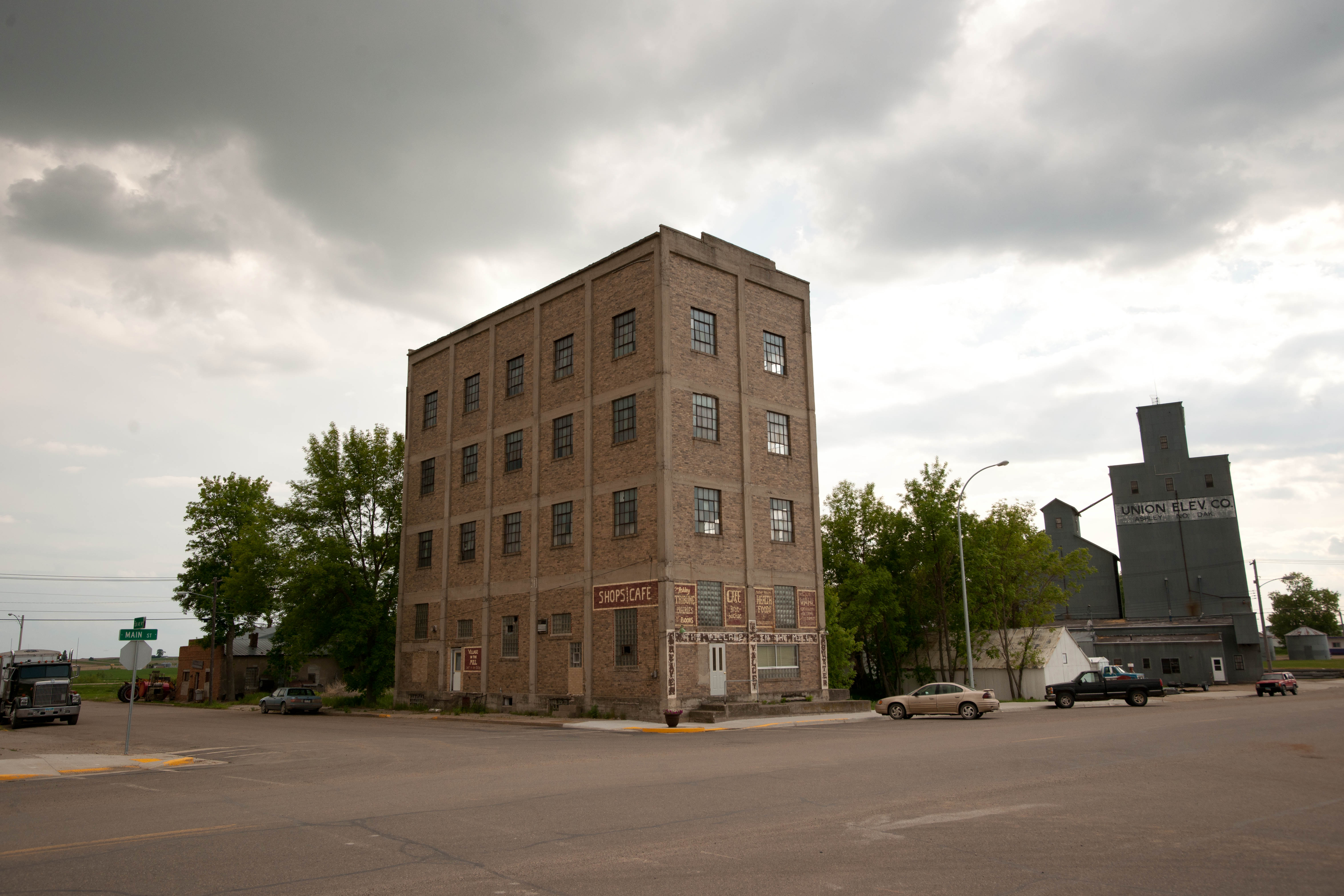
Ashley en 2009